# HD 152311
HD 152311，又名BD-20 4572，SAO 184754、HR 6269，是一颗恒星，视星等为5.88，位于銀經0.37，銀緯14.58，其B1900.0坐标为赤經16h 47m 30.9s，赤緯-20° 14.58′ 54″。